# Pheidole gaigei
Pheidole gaigei är en myrart som beskrevs av Auguste-Henri Forel 1914. Pheidole gaigei ingår i släktet Pheidole och familjen myror. Inga underarter finns listade i Catalogue of Life.